# Speculaaspop

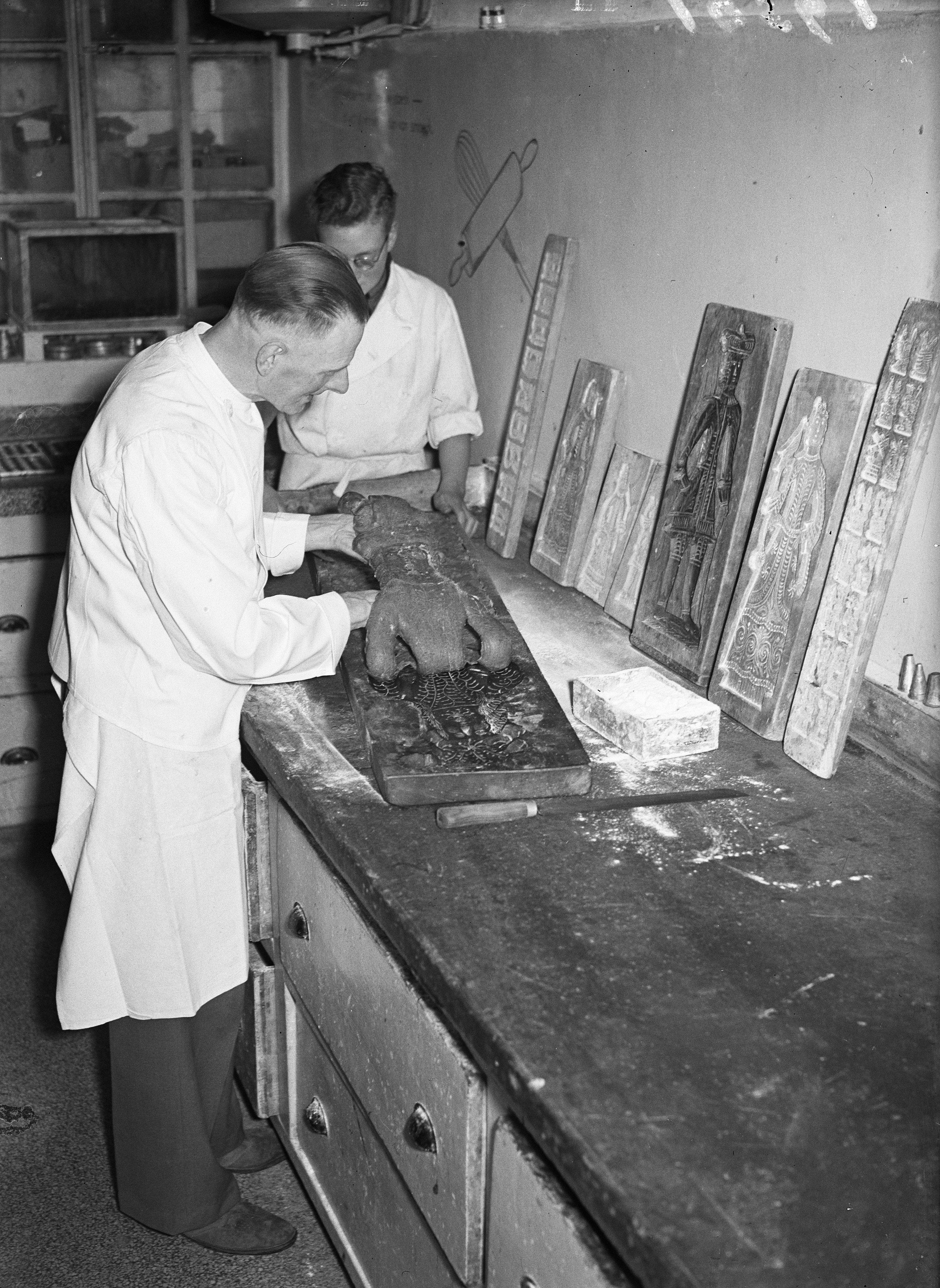
Het bakken van Speculaaspoppen in 1946

Koekplank uit de 18e eeuw voor het maken van een speculaaskoek met een afbeelding van Sinterklaas

Een speculaaspop is een grote speculaaskoek die door de afdruk van een koekplank in de vorm van een figuur gebakken wordt. Een speculaaspop, vroeger een vrijer genoemd, wordt traditioneel met het Sinterklaasfeest gegeven.
Vroeger versierde een jongen een pop van speculaas met bijvoorbeeld glazuur en noten. Deze bracht hij naar een meisje om haar te laten merken dat hij gevoelens had voor haar. Als de pop door het meisje werd aangenomen, waren de gevoelens wederzijds. In de 19e eeuw waren ook speculaaspoppen populair die voorzien waren van een dun goudkleurig laagje gemaakt van koper, tin en zink. Om gezondheidsredenen werden deze poppen minder populair.
De gewoonte gaat mogelijk terug op de functie van Sint-Nicolaas als "hijlickmaker" (hijlick: huwelijk), in de legende waarin hij drie meisjes hun bruidsschat geeft. 